# Tranzitul lui Mercur de pe Marte
Un tranzit astronomic al lui Mercur prin fața Soarelui se produce, văzut de pe Marte, când Mercur trece direct între Soare și Marte, întunecând o mică parte a discului solar din punctul de vedere al unui observator de pe Marte.

## Frecvență
Tranziturile de pe Marte sunt mult mai frecvente decât cele observate de pe Pământ: se produc mai multe într-un deceniu.
Perioada sinodică a lui Mercur de pe Marte este de 100,8888 zile; poate fi calculată simplu cu formula 1/(1/P - 1/Q), în care P este perioada siderală a lui Mercur (87,969 35 de zile) și Q perioada siderală a lui Marte (686,960 10).

## Observare

Tranzitul lui Mercur văzut de Curiosity, la 4 iunie 2014.

Niciun observator uman nu a putut, bine înțeles, să observe un asemenea tranzit, însă roboții Spirit și Opportunity ar fi putut în teorie observa tranzitul din 12 ianuarie 2005 (de la 14h45 UTC la 23h05 UTC), totuși singurele camere capabile să filmeze acest eveniment nu puteau atinge o rezoluție suficientă. Au putut deja să observe tranziturile lui Deimos și Phobos în fața Soarelui, dar cu un diametru unghiular de 2 minute de arc, Deimos este (aparent) aproape de douăzeci de ori mai mare decât Mercur, al cărui diametru unghiular  este de 6,1 secunde de arc. Efemeridele generate de sistemul HORIZONS al JPL  indică faptul că robotul Opportunity ar fi în măsură să observe tranzitul de la început până la apusul local al Soarelui (la circa 19h23 UTC pe Pământ), în timp ce al doilea robot, Spirit, ar putea să-l observe de la răsăritul local al Soarelui (la circa 19h38 UTC pe Pământ) până la capăt.
Robotul Curiosity, aflat pe Marte, la 4 iunie 2014 a reușit să filmeze tranzitul lui Mercur.

## Listă
Lista următoare oferă un număr de tranzituri, apropiate de epoca noastră.
| Data              | Ora (UTC) | Note |
| ----------------- | --------- | ---- |
| 18 decembrie 2003 | 19:39     |      |
| 12 ianuarie 2005  | 19:04     |      |
| 23 noiembrie 2005 | 06:22     |      |
| 10 mai 2013       |           |      |
| 4 iunie 2014      |           |      |
| 15 aprilie 2015   |           |      |
| 25 octombrie 2023 |           |      |
| 5 septembrie 2024 |           |      |
| 26 ianuarie 2034  |           |      |
| 21 februarie 2035 |           |      |